# Paama
Paama ist eine Insel der südwestpazifischen Neuen Hebriden und Teil der Inselrepublik Vanuatu. Sie ist eine der drei Hauptinseln der Provinz Malampa. Heute leben rund 2000 Einwohner auf einer Fläche von 32 km².
Paama ist wie die meisten Inseln der Neuen Hebriden vulkanischen Ursprungs. Die dicht bewaldete Insel ist neun Kilometer lang, knapp 4 Kilometer breit und bis zu 187 Meter hoch. Sie liegt mittig zwischen den Inseln Ambrym im Norden und Épi im Süden. Sieben Kilometer östlich von Paama liegt das unbewohnte Eiland Lopévi.
Paamas Hauptort Liro befindet sich an der Nordwestküste. In der Nähe ist auch eine schwierig anzufliegende Start- und Landebahn für Kleinflugzeuge vorhanden, die unmittelbar zwischen der Küste und einem steilen Hügel liegt.